# Nanao (Ishikawa)
Nanao (七尾市 Nanao-shi?) es una ciudad localizada en la prefectura de Ishikawa, Japón.
Desde el 1 de marzo de 2010, la ciudad tiene una población estimada de 58.204 habitantes y una densidad de 183 personas por km². Nanao es la quinta ciudad más grande de población en Ishikawa, detrás de Kanazawa, Hakusan, Komatsu, y Kaga.
Nanao está situado en el centro de la Península de Noto y fue la antigua capital de la provincia de Noto. Cuenta con varios populares onsen (manantiales termales) tal como el Wakura Onsen, una ciudad turística que está considerada como uno de los mejores onsen en Japón.
El 25 de marzo de 2007, el "terremoto de Noto del 2007" sacudió Nanao y las comunidades próximas.

## Historia
Un decreto imperial en julio de 1899 estableció a Nanao como un puerto libre para el comercio con los Estados Unidos y Reino Unido.
La ciudad de Nanao fue fundada el 20 de julio de 1939. El nombre "Nanao" (七尾) significa literalmente "Siete Colas" y se dice que el nombre corresponde a las siete crestas de la montaña (o "colas") alrededor de Nanao que son visibles cuando se observa desde Joyama (七尾城山), el sitio de las ruinas del castillo histórico de la ciudad. Estas crestas se llaman Kikuo (菊尾, "Cola Crisantemo"), Kameo (亀尾, "Cola Tortuga"), Matsuo (松尾, "Cola Pino"), Torano'o (虎尾, "Cola Tigre"), Takeo (竹尾, "Cola Bambú"), Umeo (梅尾, "Cola Ciruelo"), y Tatsuo (龍尾, "Cola Dragón").

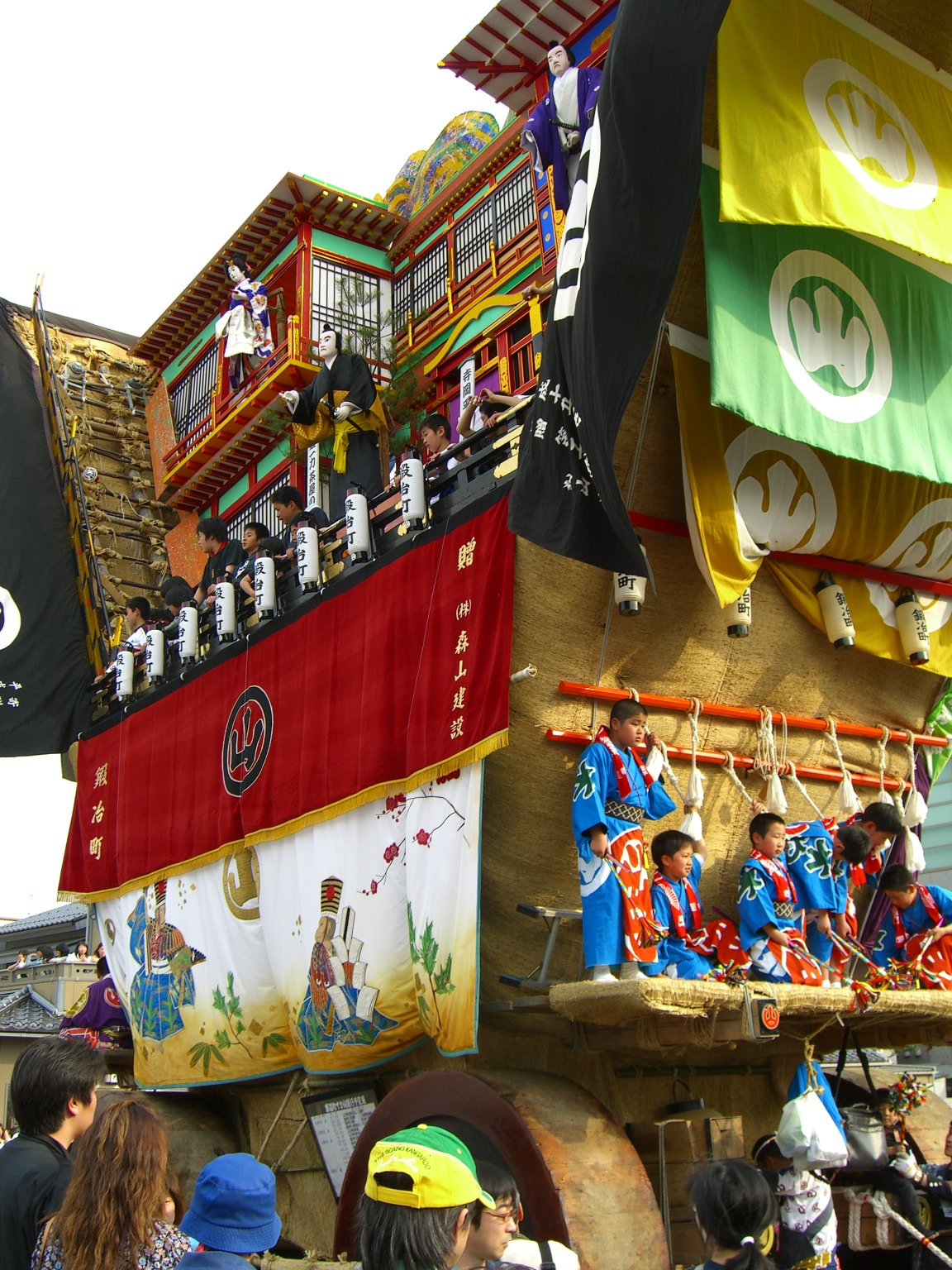
El Dekayama, un gran mikoshi sobre ruedas, trasladándose entre la multitud en el Seihakusai matsuri de Nanao.

## Fusiones de ciudades
El 1 de octubre de 2004, Nanao expandió debido a la fusión de la antigua Nanao-shi (七尾市?) con las ciudades de Tatsuruhama, Nakajima, y Notojima, todas ellas del "Distrito de Kashima".

## Personas notables
- Min Ayahana — artista de manga
- Hasegawa Tōhaku — antiguo pintor japonés
- Wajima Hiroshi — luchador de sumo

## Ciudades hermanadas
- China Jinzhou, Dalian, China
- Corea del Sur Gimcheon, Gyeongsang del norte, Corea del Sur
- Rusia Bratsk, Óblast de Irkutsk, Rusia
- Estados Unidos Monterey, California, Estados Unidos
- Estados Unidos Morgantown, Kentucky Estados Unidos[4]

## Puntos de interés
- Tierra de orquídeas de Noto y parque floral de Nanao